# Бёрн, Ли
Ли Мартин Бёрн (англ. Lee Martin Byrne, родился 1 июня 1980 года) — валлийский регбист, выступавший на позиции фулбэка и винга; один из лучших фуллбэков в сборной Уэльса в 2008—2011 годах.

## Биография

### Игровая карьера
Начинал свою карьеру в классическом регби в составе клубов «Бридженд Атлетик» и «Тонду», а также некоторое время играл за регбилиг-клуб «Бридженд Блю Буллз». В 2003 году начал профессиональную карьеру в составе клуба «Лланелли Скарлетс», играя также и за любительский клуб «Лланелли».
Из-за травмы крестообразных связок в 2004 году дебют Бёрна в сборной Уэльса был отложен на некоторое время. Его успешное выступление в Кельтской лиге и Кубке Хейнекен 2005/2006 позволило ему рассчитывать на дебют в сборной Уэльса: 5 ноября 2005 года он дебютировал в игре против Новой Зеландии на стадионе «Миллениум», которая завершилась разгромным поражением «красных драконов» 3:41. В том же году он сыграл матчи против Фиджи (победа) и ЮАР (поражение). Играл в Кубке шести наций 2006 года, в середине года сыграл дважды против Аргентины и занёс первую попытку во втором тест-матче. В том же году сыграл один матч осенью против «Пасифик Айлендерс» (победа 38:20) и занёс попытку островитянам.
С 2006 года Бёрн играл за «Оспрейз» и выиграл Кельтскую Лигу в сезоне 2006/2007. В игре против «Коннахта» Бёрн показал себя как отличный бьющий, дважды забив штрафные и дважды проведя успешные реализации после того, как из состава команды выбыл флай-хав Шон Коннор. Из-за травмы колена он сыграл только в одном матче Кубка шести наций того года, в мае участвовал в турне по Австралии (сыграл в первом тест-матче против «уоллабиз», который валлийцы проиграли). Числился в предварительном составе из 41 человека для подготовки к чемпионату мира во Франции, но в итоговый список не попал. В ноябре того же года Бёрн был заявлен тренером сборной Найджелом Дэвисом на матч против ЮАР в рамках розыгрыша Кубка Принца Уильяма и был включён в стартовый состав, но из-за травмы в матче чемпионата Уэльса вынужден был сняться с игры против «спрингбокс».
В январе 2008 года Уоррен Гатленд включил Бёрна в состав сборной Уэльса, который выиграл Кубок шести наций и Большой Шлем. Бёрн сыграл все пять матчей и занёс попытки в ворота Англии и Италии. В игре против Италии Бёрн стал лучшим игроком встречи, несмотря на то, что ему в одном из эпизодов попал пальцем в глаз Мауро Бергамаско. В ноябре после серии матчей против ЮАР, Новой Зеландии и Австралии (в игре против «уоллабиз» Бёрн занёс попытку и помог команде победить) Бёрн получил место фулбэка вместе с ирландцем Робом Кирни в сборной «Британские и ирландские львы» (решение от 21 апреля 2009 года), а также остался в заявке сборной на следующий Кубок шести наций. Был среди пяти игроков, проведших три первых матча подряд в стартовом составе (помимо него, это были Пол О’Коннелл, Шейн Уильямс, Джейми Робертс и Дэвид Уоллес). К несчастью, из-за травмы большого пальца на ноге турне для него прекратилось раньше времени.
В январе 2010 года Бёрн в игре против «Лестер Тайгерс» в рамках Кубка Хейнекен (победа 17:12) вышел на поле в качестве 16-го игрока на 50 секунд, за что получил двухнедельную дисквалификацию, распространявшуюся и на матч против Англии в Кубке шести наций на «Туикенеме». После протеста Регбийного союза Уэльса дисквалификацию отменили, а штраф в 25 тысяч евро сократили до 5 тысяч евро. Матч против англичан валлийцы проиграли, а в игре против Шотландии на Бёрна обрушилась ещё одна волна критики: тренер шотландцев Энди Робинсон обвинил Бёрна в симуляции с целью удаления Фила Годмана, после которой со штрафного Уэльс забил победный гол.
Перед сезоном 2011/2012 в январе 2011 года Бёрн получил возможность сменить клуб и перешёл в клуб «Клермон Овернь», игроком которого числился на чемпионате мира 2011 года. 8 января 2014 года было объявлено, что бёрн продолжил карьеру с сезона 2014/2015 в составе клуба «Ньюпорт Гвент Дрэгонс». 23 апреля 2015 года после травмы плеча Бёрн заявил, что уходит из регби из-за незаживающей травмы плеча.

### Личная жизнь
В марте 2011 года Бёрн объявил о помолвке с ведущей новостей «Wales at Six» на ITV Андреа Бенфилд, свадьба состоялась в Новый 2012 год. Бёрн говорил неоднократно, что был болен дислексией: так, из-за этого ему тяжело давался французский язык во время проживания во Франции и играх за «Клермон Овернь», а игроки даже обвиняли его в лени и нежелании учиться. В ноябре 2017 года опубликовал свою автобиографию «Идентификация Бёрна» (англ. The Byrne Identity), некоторые главы которой были опубликованы в газете «Western Mail».